# Легенда о Корре (комиксы)
Серия комиксов Легенда о Корре является прямым продолжением одноимённого анимационного телесериала, созданного и спродюсированного Майклом Данте ДиМартино и Брайаном Кониецко. Выпускается издательством Dark Horse Comics.

## Графические романы
Серия графических романов-трилогий, являющихся продолжением мультсериала.
| № | Название             | Ориг. название      | Часть | Дата выхода     | Сюжет                                 | Сценарий              | Художники                 | Цвет       | Обложка                    | Примечания |
| - | -------------------- | ------------------- | ----- | --------------- | ------------------------------------- | --------------------- | ------------------------- | ---------- | -------------------------- | ---------- |
| 1 | Борьба за территорию | Turf Wars           | I     | 26 июля 2017    | Майкл Данте ДиМартино Брайан Кониецко | Майкл Данте ДиМартино | Ирен Ко (англ. Irene Koh) | Вивиан Нг  | Хитер Кэмпбелл и Джейн Бак | [ 1 ]      |
| 2 | Борьба за территорию | Turf Wars           | II    | 17 января 2018  | Майкл Данте ДиМартино Брайан Кониецко | Майкл Данте ДиМартино | Ирен Ко (англ. Irene Koh) | Вивиан Нг  | Хитер Кэмпбелл и Вивиан Нг | [ 2 ]      |
| 3 | Борьба за территорию | Turf Wars           | III   | 22 августа 2018 | Майкл Данте ДиМартино Брайан Кониецко | Майкл Данте ДиМартино | Ирен Ко (англ. Irene Koh) | Вивиан Нг  | Хитер Кэмпбелл и Вивиан Нг | [ 3 ]      |
| 4 | Руины империи        | Ruins of the Empire | I     | 21 мая 2019     | Майкл Данте ДиМартино Брайан Кониецко | Майкл Данте ДиМартино | Мишель Вонг               | Киллиан Нг | Мишель Вонг и Киллиан Нг   | [ 4 ]      |
| 5 | Руины империи        | Ruins of the Empire | II    | 8 октября 2019  | Майкл Данте ДиМартино Брайан Кониецко | Майкл Данте ДиМартино | Мишель Вонг               |            |                            | [ 5 ]      |
| 6 | Руины империи        | Ruins of the Empire | III   | 25 февраля 2020 | Майкл Данте ДиМартино Брайан Кониецко | Майкл Данте ДиМартино | Мишель Вонг               |            |                            |            |

## Комиксы сFree Comic Book Day
| № | Название              | Ориг. название   | Дата выхода | Сюжет                 | Художники                      | Цвет      | В составе                                                           |
| - | --------------------- | ---------------- | ----------- | --------------------- | ------------------------------ | --------- | ------------------------------------------------------------------- |
| 1 | Друзья на всю жизнь   | Friends for Life | 7 мая 2016  | Майкл Данте ДиМартино | Хетер Кэмпбелл                 | Вивиан Нг | The Legend of Korra / How to Train Your Dragon / Plants vs. Zombies |
| 2 | Потерявшиеся животные | Lost Pets        | 5 мая 2018  | Майкл Данте ДиМартино | Джайд Айт-Качи (Jayd Aït-Kaci) | Вивиан Нг | The Legend of Korra & Nintendo ARMS                                 |

## Аннотации

### Борьба за территорию, часть 1
Вернувшись из мира духов в Республиканский город, Корра и Асами обнаруживают что город погрузился в политические интриги и конфликты между людьми и духами.
Напыщенный предприниматель планирует превратить новый портал в мир духов в парк развлечений, что может разрушить и без того хрупкий союз с духами. Тем временем, триады перестроились и устраивают беспорядки на окраинах города, куда переехали сотни эвакуированных жителей.
Этот комикс — официальное продолжение «Легенды о Корре», сюжет к которому написал создатель сериала Майкл Данте ДиМартино при участии Брайана Кониецко, а нарисовала его Ирен Ко.

### Борьба за территорию, часть 2
Член триады Тройная угроза Токуга восстанавливается после боя и укрепляет свою связь с двуличным Вононгом. Между тем, когда жилищный кризис в республиканском городе достигает своего пика, Чжу Ли выдвигает свою кандидатуру на пост президента против нынешнего президента Райко.
Сможет ли Корра оставаться нейтральной и выполнять свои обязанности Аватара, когда на карту поставлены благополучие жителей Республиканского города, благополучие друзей и будущее портала в мир духов?

### Борьба за территорию, часть 3
Асами похитили. И теперь Корра не остановится ни перед чем, чтобы найти ее. Но есть проблема — она не знает, куда её девушку забрали. Аватар должна будет заключить перемирие — и сделку — с опасным противником, чтобы найти Асами живой.
Тем временем Асами вынуждена помогать осуществлению зловещего плана, и если она что-нибудь не придумает, тысячи жителей Республиканского города погибнут. Две девушки должны довериться друг другу и работать вместе, если они хотят выжить.
Их судьба раскрывается в этом потрясающем, насыщенном действием заключении к «Легенде о Корре: Борьба за территорию».

### Руины империи, часть 1
Корра должна решить, кому доверять, поскольку судьба Царства Земли висит на волоске!
Накануне первых выборов в Царстве Земли будущее оказывается в опасности из-за своего прошлого. Даже когда Кувира предстает перед судом за свои преступления, пережитки ее имперских амбиций угрожают подорвать демократические надежды нации. Но когда Корра, Асами, Мако и Болин не могут прийти к единому решению, приходится принимать решительные меры, чтобы остановить новую войну.

### Руины империи, часть 2
Что нужно, чтобы остановить войну?
Мечты короля Ву о мирной демократизации Царства Земли находятся под угрозой — на политической арене появилась фигура командира Гуана, который надеется разрушить новую систему изнутри. Но честная игра никогда не была частью его плана; Гуан и доктор Шэн используют ужасающие новые технологии, чтобы закрепить свою победу. В отчаянной попытке спасти Царство Земли от возвращения в темные дни завоеваний и империи, Корра и Кувира убеждают старого друга-полководца вернуться и принять участие в выборах.
Но будет ли этого достаточно?

### Руины империи, часть 3
Раскрыто истинное лицо Кувиры, и Царство Земли почувствует последствия!
Благодаря технологии «промывания мозгов» командира Гуана и доктора Шэна пропадает вся надежда на честные выборы в Царстве Земли. Корра работает с Тоф, Су и Кувирой, чтобы найти способ спасти тех, кому промыли мозги — Мако, Болина, Асами и всех остальных, кто оказался в ловушке Гуана. Царство Земли снова поднимается с колен. Но Кувира вытаскивает еще один трюк из своего рукава…
Но на чьей стороне она на самом деле?